# Dabbayra
Dabbayra är en vulkan i Etiopien. Den ligger i den norra delen av landet, 400 km norr om huvudstaden Addis Abeba. Toppen på Dabbayra är 1 302 meter över havet.
Terrängen runt Dabbayra är kuperad åt nordväst, men åt sydost är den platt. Runt Dabbayra är det ganska tätbefolkat, med 62 invånare per kvadratkilometer. Trakten runt Dabbayra består i huvudsak av gräsmarker.